# Ernest Grosjean
Pour les articles homonymes, voir Grosjean.
Ernest Grosjean, né le 18 décembre 1844 à Vagney (Vosges) et mort le 28 décembre 1936 à Versailles, est un organiste et compositeur français.

## Biographie
Ernest Grosjean est le neveu et l'élève de Jean-Romary Grosjean, fondateur et directeur du Journal des organistes.
Outre son oncle, il eut successivement pour maîtres de piano, d'orgue, d'harmonie, de composition et de fugue, Henri Hess, Camille-Marie Stamaty et Alexis Chauvet.
Il fit ses débuts comme organiste de la cathédrale d'Uzès (Gard) en 1864, avant de concourir pour le poste d'organiste, et plus tard de maître de chapelle, de la Cathédrale Notre-Dame de Verdun, qu'il tint à partir de 1868 jusqu'en 1935, bien que l'orgue Jaquot-Jeanpierre, construit en 1898, ait été démonté cours de la Première Guerre mondiale afin de le préserver. L'instrument sera remonté et inauguré le 25 mars 1935 conjointement par le titulaire, Marcel Dupré et l'abbé Pierre Camonin qui lui succédera en juin de la même année.
Ernest Grosjean était le grand-père maternel d'Élisabeth Brasseur, chef de chœur qui fonda et dirigea à Versailles la Chorale Élisabeth Brasseur de 1920 à sa mort en 1972.

## Publications

### Œuvres musicales
Il a écrit une quantité d'œuvres pour l'orgue, 30 Versets, 82 Pièces, etc. ; des œuvres pour les voix, le piano et divers instruments.
- Soixante-dix pièces faciles pour orgue (rééd. Musica Rinata, 2007).
- Pièces pour orgue ou harmonium (rééd. Armelin Musica, 2007).
- Noël d'Alsace et de Lorraine.
- Les Anges dans nos campagnes, variations pour orgue.
- Offertoire « O filii et filiæ » - pour le temps pascal.
- Marche nuptiale, dans le Journal des organistes, rééditée par l'abbé Delépine dans les Échos jubilaires des maîtres de l’orgue (v. 1908).
- Aria cantabile pour orgue, dans le Journal des organistes (1880).
- Memento pour orgue, éd. Combre.

Dans la série Les Maîtres contemporains de l'orgue (1912) de l'abbé Joubert :
- Offertoire bref ou Communion
- Prélude

### Œuvres pédagogiques
- Méthode pour l'accompagnement du chant grégorien, Saint-Laurent-sur-Sèvres : L.-J. Biton (1917).

### Sources
- Notice biographique parue dans Joseph Joubert, Les Maîtres Contemporains de l'Orgue, volume premier, Édition Maurice Senart et Cie, 1912, p. 4.
- Biographie universelle des musiciens et bibliographie générale de la musique. Publiée sous la direction de François-Joseph Fétis et A. Pougin, (1878), p. 425-426.
- Online Computer Library Center Library of Congress Authority File.
- Vosges et Orgues Notes sur Romary Grosjean.
- Musica et Memoria Le chanoine Pierre Camonin, doyen des organistes français, fête ses 100 ans ! par Denis Havard de La Montagne.

### Partitions
- « Ernest Grosjean » (partitions libres de droits), sur l'IMSLP
- Rochester University Méthode pour l'accompagnement du chant grégorien (1917).